# حارة السلم (أزال)
حارة السلم هي إحدى حارات حي نقم بمديرية أزال في مدينة صنعاء، بلغ تعداد سكانها 5594 نسمة حسب تعداد اليمن لعام 2004.